# Grzegorz Lewandowski (aktor)
Grzegorz Lewandowski (ur. 18 listopada 1944 w Myszkowie, zm. 25 kwietnia 2009) – polski aktor i reżyser teatralny, w latach 1978–1991 dyrektor naczelny i artystyczny Teatru Dzieci Zagłębia w Będzinie.

## Życiorys
Był odtwórcą wielu ról teatralnych. W roli aktora zadebiutował w 1964 na deskach Teatru Dzieci Zagłębia w spektaklu „Szczęśliwy Książę” w reż. Jana Dormana, którego zastąpił na stanowisku dyrektora teatru.
W Będzinie wyreżyserował spektakle: „Cztery pory roku”, „Prometeusz”, „Wielki Iwan”, „Pierścień i róża”, „Po górach i chmurach”, „O złym Księciu Popielu” (Złota Maska), „Bajka o dobrym smoku”, „Awantura w teatrze lalek”, „Książę Portugalii”, „Chodzi Turoń paszczą kłapie”, „Przygody wiercipięty”, „Jak się bawić to się bawić”, „Guignol w tarapatach”, „Bajki samograjki” (premiera w styczniu 1991).
W 1982 założył Studium Aktorskie Teatrów Lalkowych przy Teatrze Dzieci Zagłębia, kształcące aktorów – lalkarzy. Studium ukończyło ponad 50 lalkarzy, zatrudnianych później na wielu polskich scenach lalkowych. Studium działało z przerwami 7 lat.
W latach 1992–2001 prowadził Teatr Małych Form „Kleks” w Częstochowie.
Reżyserował również w teatrach w Warszawie, Zielonej Górze, Jeleniej Górze, Rzeszowie, Gliwicach, Katowicach i Czeskim Cieszynie. Do końca swojego życia czynnie uczestniczył w życiu artystycznym, realizując swoje spektakle.